# Raúl Servín
Raúl Servín Monetti (n. el 29 de abril de 1963 en Ciudad de México), es un exfutbolista mexicano que jugaba en la posición de lateral por izquierda. 
Llegó a ser internacional con la Selección de México e integró el plantel que disputó la Copa Mundial de Fútbol de 1986 en México.

## Clubes
| Club       | País   | Año       |
| ---------- | ------ | --------- |
| UNAM       | México | 1983-1989 |
| Morelia    | México | 1989-1990 |
| Cruz Azul  | México | 1990-1991 |
| Atlas      | México | 1991-1992 |
| Cruz Azul  | México | 1992-1993 |
| Toros Neza | México | 1993-1994 |

## Selección nacional

### Absoluta
|                    | PJ | Minutos | Gol | Asistencias | Periodo   |
| ------------------ | -- | ------- | --- | ----------- | --------- |
| Selección mexicana | 21 | 1,844   | 1   | ND          | 1985-1990 |

### Participación en Copa del Mundo
| Mundial                        | Sede   | Resultado        | Partidos | Goles |
| ------------------------------ | ------ | ---------------- | -------- | ----- |
| Copa Mundial de Fútbol de 1986 | México | Cuartos de final | 5        | 1     |

| Fecha       | Estadio                                         | Encuentro        | Resultado |
| ----------- | ----------------------------------------------- | ---------------- | --------- |
| 3 de junio  | Estadio Azteca, Coyoacán                        | Fecha 1          | 1-2       |
| 7 de junio  | Estadio Azteca, Coyoacán                        | Fecha 2          | 1-1       |
| 11 de junio | Estadio Azteca, Coyoacán                        | Fecha 3          | 0-1       |
| 15 de junio | Estadio Azteca, Coyoacán                        | Octavos de final | 2-0       |
| 21 de junio | Estadio Universitario, San Nicolás de los Garza | Cuartos de final | 0-0 *     |

* Alemania Federal ganó 4-1 en tanda de penales.

#### Gol
| Fecha       | Rival    | Gol | Resultado | Fase           |
| ----------- | -------- | --- | --------- | -------------- |
| 15 de junio | Bulgaria |     | 2-0       | 8vos. de final |